# 张集镇 (单县)
张集镇，是中华人民共和国山東省菏泽市单县下辖的一个乡镇级行政单位。

## 行政区划
张集镇下辖以下地区：
张集村、衙里村、秦庙村、张楼村、黄堆寺村、黄堆集村、曹庄村、皇亲府村、田老家村、大齐楼村、平岗村、姬集村、张坊村、八大庄村、郑阁村、马桥村、刘庄村、谢张庄村、玉皇庙村、邢楼村、张庄寨村、李楼村、孙海村、花园村和夏庄村。